# Mózes Imre
Mózes Imre (Kutas, 1872. október 21. – Miskolc, 1940. február 11.) református községi tanító, iskolaigazgató.

## Életútja
Mózes Imre tanító és Halász Karolina fia. A gimnázium négy osztályát és a képzőintézet szintén négy osztályát 1891-ben végezte Csurgón (Somogy megye) és Baranya-Viszlóba ment segédtanítónak, másfél évvel később pedig Sárkeresztúrra (Fejér megye) tanítónak. 1893. augusztus végén a budai pedagógiumba államsegély mellett felvették, itt kezdte tanulmányait, azonban nélkülözésekkel küzdve, kénytelen volt a felajánlott gyomai (Békés megye) alsófokú ipariskolai tanítói állást elfogadni. Egy év múlva a kocsordi (Szatmár megye) református egyház megválasztotta egyik külterületi iskolájához rendes tanítónak, majd egy évvel később orgonistakántor- és igazgató-tanítójának. Innen 1897. szeptember 1-jén meghívás útján Istvándiba (Szatmár megye) ment, ahol egyszersmind állami anyakönyvvezető is volt. 1899 augusztusában Miskolcra választották meg a községi elemi iskolához rendes tanítónak.
1907. szeptember 1-jén nevezték ki a Kun József utcai központi állami elemi iskola igazgatójává. Itt nyugalomba vonulásáig teljesítette tanítói és igazgatói feladatkörét a kultuszminisztérium és a tanfelügyelőség legnagyobb elismerése mellett. Rendkívüli tanára volt az evangélikus tanítóképző intézetnek, amelynek Miskolcon való letelepedése körül elévülhetetlen érdemeket szerzett. A közoktatásügyi minisztériumban is nagyon jól ismerték és nagyrabecsülték a miskolci igazgatót, aki az állami tanítók országos egyesületének főtitkára volt. Széleskörű és igen értékes irodalmi munkásságot fejtett ki. Nemcsak pedagógiai cikkeket, hanem szépirodalmi elbeszéléseket, riportokat, közérdekű vezércikkeket is írt. Több értékes írása jelent meg a Magyar Jövőben is. Sokáig elnöke volt a miskolci Tanítók Otthona intézménynek, amely kulturális működésen kívül szociális munkát is fejtett ki. Négy évtizedes pedagógiai munkája után 1933-ban nyugalomba vonult.
Cikkei megjelentek a Néptanítók Lapjában (1893. Szóból ért az ember sat.), a Pécsi Naplóban (szépirodalmi tárczák); a hajdúböszörményi Tanítók Lapjának főmunkatársa volt; a miskolci helyi lapokban is több cikke jelent meg, így a Szabadságban (1891. Az egyház és állam közötti viszony, tanügy-politikai szempontból, felolvasás); főmunkatársa volt a Borsodmegyei Lapoknak; írt még az Időjárásba, a Mátészalka és Vidékébe; a miskolci községi iskolák Értesítőjébe (1901. Az iskolában és iskolán kívül); az Iskolai Szemlének is munkatársa volt. Szerkesztette 1900-ban a Miskolczi tanítói egylet Otthona c. havi folyóiratot.

## Művei
- Borsodmegye földrajza. A népiskolák III. osztálya számára. A miniszteri tanterv szerint, a legújabb statisztikai adatok felhasználásával Ballagi Károly után. Miskolcz, 1902.
- Borsodvármegyei földrajz-történelmi irka. Miskolcz, év n. (Életrajzokkal és arcképekkel.)